# Журневич, Василий Сергеевич
Василий Сергеевич Журневич (бел. Васіль Сяргеевіч Журневіч; 21 февраля 1995, Луцковляны, Гродненская область) — белорусский футболист, нападающий.

## Карьера

### Клубная
Воспитанник гродненской ДЮСШ «Белкард», позже некоторое время обучался в поставской академии ПМЦ. С 2012 года стал выступать за дубль «Немана», где прочно закрепился на следующий год. Осенью 2014 года «Неман» взял курс на омоложение команды, и Василий был переведен в основной состав. Дебютировал в Высшей лиге 19 октября того же года в матче против «Белшины», выйдя на замену на 89-й минуте.
В январе 2016 года на два года продлил контракт с «Неманом». В сезоне 2016 выступал в основном за дубль, лишь дважды вышел на поле в основной команде «Немана». В первой половине сезона 2017 сыграл 15 матчей за дубль «Немана», где забил 15 голов. В июле 2017 года был отдан в клуб четвёртого польского дивизиона «Знич» из города Бяла-Писка.
В январе 2018 года стал готовиться к новому сезону вместе с «Неманом». В феврале 2018 года подписал новый контракт с клубом. В сезоне 2018 выступал за дубль.
По окончании сезона 2018 покинул «Неман». В январе 2019 года проходил просмотр в «Витебске», позже отправившись на просмотр в «Городею», но в итоге в марте 2019 стало игроком «Лиды». В лидском клубе регулярно появлялся на поле, обычно выходя на замену.
В августе 2019 года перебрался в «Слоним-2017», где закрепился в стартовом составе. В марте 2020 года подписал контракт с «Торпедо-БелАЗ». Не смог закрепиться в основной команде, преимущественно играл за дублирующий состав.
В феврале 2021 года по окончании контракта покинул «Торпедо-БелАЗ» и подписал соглашение с брестским «Динамо».

### Международная
Выступал за юношескую сборную Беларуси (до 17 лет). 15 апреля 2015 года дебютировал за молодёжную сборную Беларуси в товарищеском матче против Украины.

## Статистика
| Сезон    | Дивизион | Клуб              | Страна        | Матчи | Голы |
| -------- | -------- | ----------------- | ------------- | ----- | ---- |
| 2012     | дубль    | Неман (Гродно)    | Флаг Беларуси | 12    | 4    |
| 2013     | дубль    | Неман (Гродно)    | Флаг Беларуси | 17    | 4    |
| 2014     | Д1       | Неман (Гродно)    | Флаг Беларуси | 2     | 0    |
| 2015     | Д1       | Неман (Гродно)    | Флаг Беларуси | 14    | 1    |
| 2016     | Д1       | Неман (Гродно)    | Флаг Беларуси | 2     | 0    |
| 2017 (1) | дубль    | Неман (Гродно)    | Флаг Беларуси | 15    | 8    |
| 2017     | Д4       | Знич (Бяла-Писка) | Флаг Польши   | 14    | 4    |
| 2018     | дубль    | Неман (Гродно)    | Флаг Беларуси | 27    | 4    |
| 2019 (1) | Д2       | Лида              | Флаг Беларуси | 15    | 3    |
| 2019 (2) | Д2       | Слоним-2017       | Флаг Беларуси | 13    | 5    |
| 2020     | Д1       | Торпедо-БелАЗ     | Флаг Беларуси | 5     | 0    |
| 2020     | дубль    | Торпедо-БелАЗ     | Флаг Беларуси | 18    | 13   |
| 2021     | Д1       | Динамо-Брест      | Флаг Беларуси | 7     | 1    |
| 2021     | дубль    | Динамо-Брест      | Флаг Беларуси | 1     | 0    |
| 2022     | Д2       | Слоним-2017       | Флаг Беларуси | 4     | 2    |